# Érick d'Orion
 (mars 2020).
Il peut être nécessaire de l'améliorer pour respecter le principe de neutralité de point de vue. Veuillez consulter la page de discussion pour plus de détails.

 (mars 2020).
Si vous disposez d'ouvrages ou d'articles de référence ou si vous connaissez des sites web de qualité traitant du thème abordé ici, merci de compléter l'article en donnant les références utiles à sa vérifiabilité et en les liant à la section « Notes et références ».

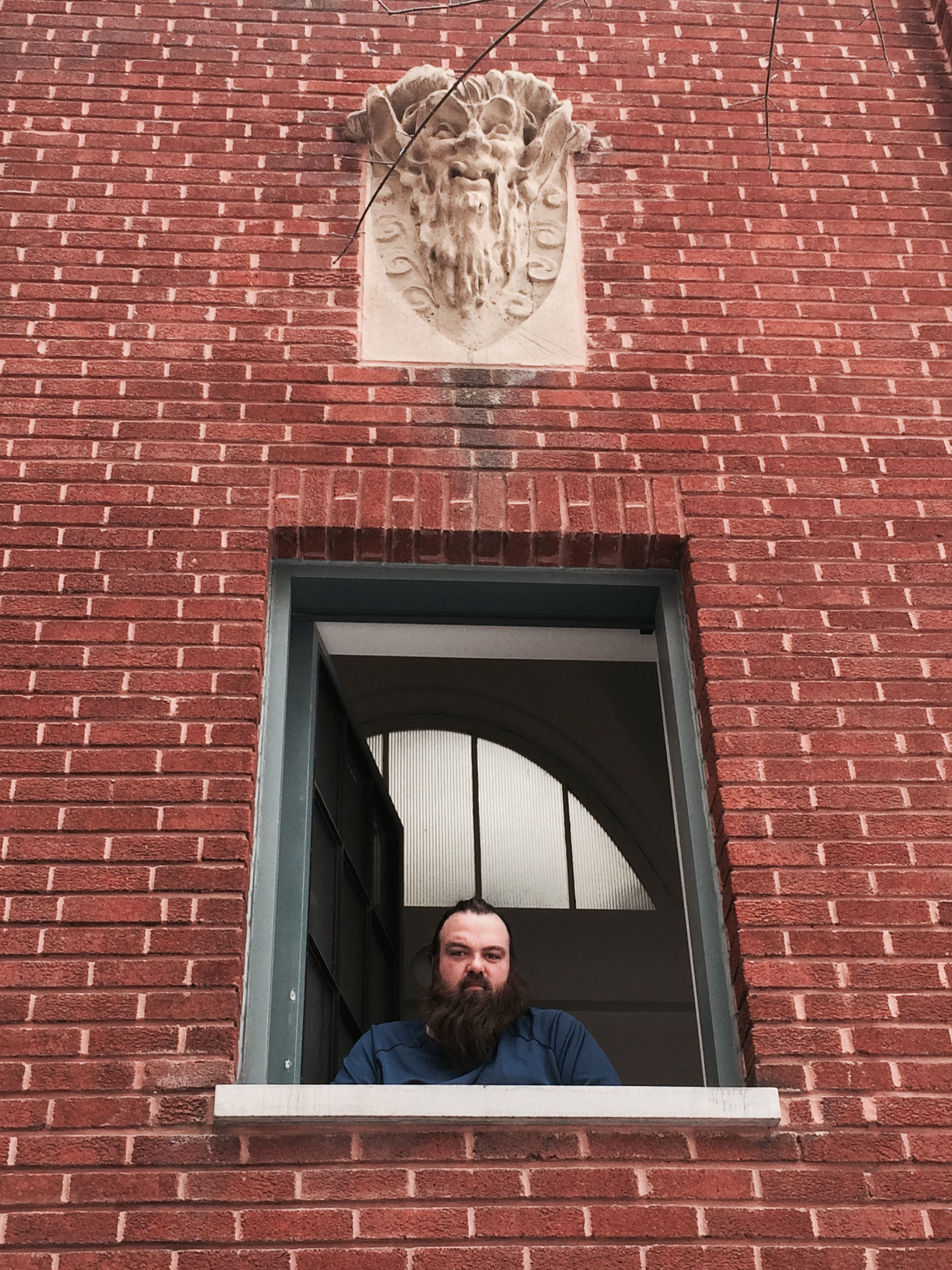
Au Studio Ernest-Cormier, Montréal; Photo par Alexis Bellavance

Érick d'Orion (10 février 1975 à Mont-Joli, Québec, Canada) est un artiste québécois en art audio, en nouveau média et en installation. Il est également commissaire d'exposition (curator) et est compositeur/performeur en musique électronique, musique électroacoustique et en musique improvisée.

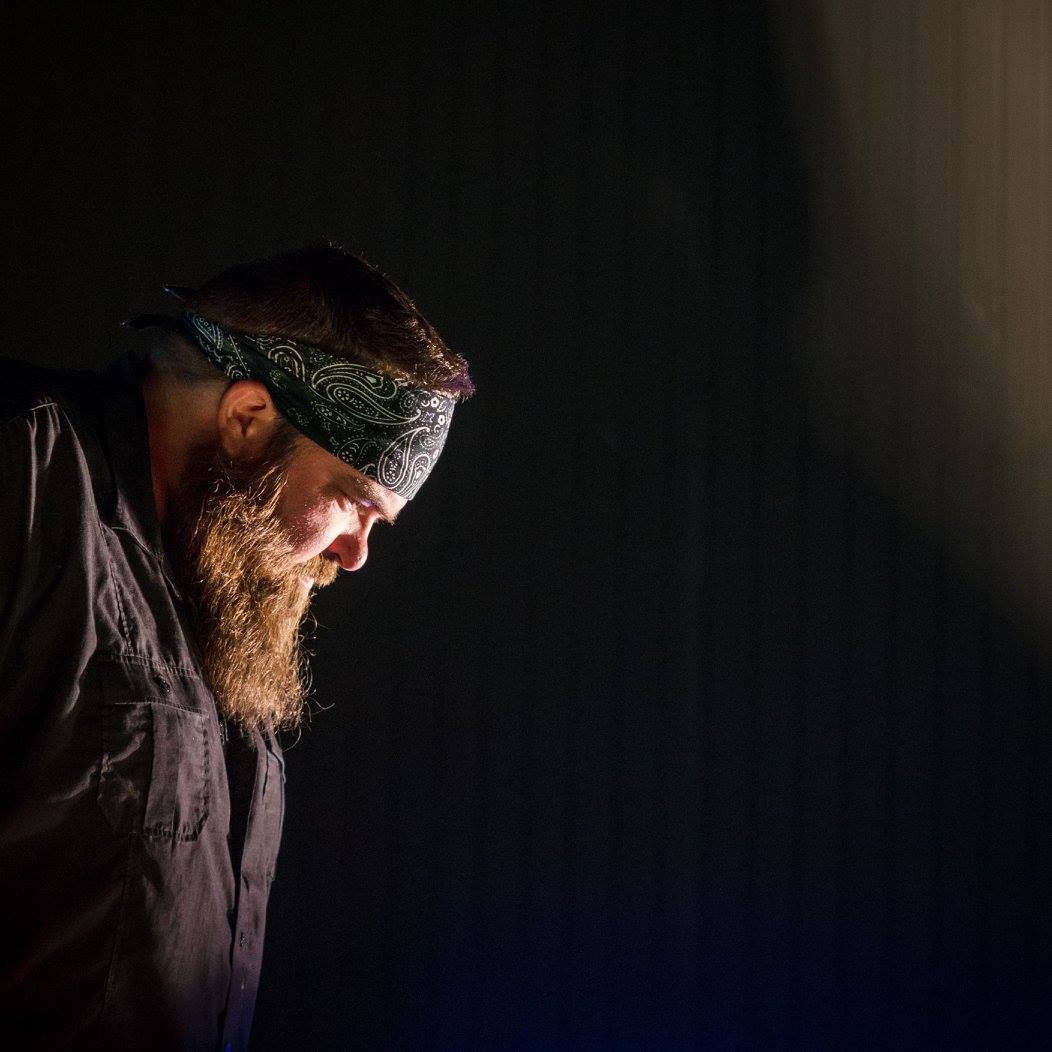
Performance solo lors du Festival de Musique Émergente de Rouyn-Noranda, septembre 2016

## Biographie
Érick d'Orion Érick d'Orion (10 février 1975 à Mont-Joli, Québec) est un artiste interdisciplinaire de l'audio et commissaire résidant à Montréal depuis 2015.
En tant que commissaire, il a organisé plus d’une dizaine d’évènements portant essentiellement sur l’art audio et la création sonore de pointe. Il fut commissaire à la programmation du centre Avatar d'octobre 2008 à juin 2010. Il est aussi commissaire pour le volet installations sonores du Festival International de Musique Actuelle de Victoriaville (FIMAV) depuis 2010,.
Concentrant en bonne partie ses recherches audio sur le maximalisme numérique, d’Orion effectue un travail qui se rapproche étroitement du noise, de la musique concrète, du free jazz et de l’électroacoustique.
Parallèlement ou conjointement, il développe des projets d’installations où l’audio et les nouvelles technologies sont assemblés pour créer des œuvres en continuel mouvement devenant autant des sources que des diffuseurs audio. Ses réflexions portent principalement sur la réinterprétation, l’appropriation et la relecture de certains concepts de l’histoire de l’art, en particulier la musique concrète, le dadaïsme et le futurisme, le tout sans être passéiste. La redéfinition de l’espace acoustique ainsi que le rapport entre l’imaginaire du spectateur devant les images, les objets, les environnements et entre les icônes familiers ou faussement mythiques font partie intégrante de son travail en installation.
Il est membre du duo morceaux_de_machines, du trio BOLD (avec Alexis Bellavance et Nicolas Bernier) et du trio Napalm Jazz , ainsi que d’une multitude d’ensembles ad hoc.
Il a joué en concert avec des artistes de renommée : Evan Parker, Martin Tétreault, Otomo Yoshihide, Robin Fox, Ilpo Vaisanen, Diane Labrosse, Alexandre Saint-Onge, eriKm, Sam Shalabi, Elizabeth Millar, René Lussier, etc.
Depuis 2009, il est un collaborateur fréquent de l'organisme de productions de spectacles vivants hybrides « littérature/art numérique » Productions Rhizome, à titre d'artiste audio/compositeur et performeur dans plusieurs projets. Il conçoit également l'environnement sonore et la musique pour des projets interdisciplinaires, le cinéma, le théâtre et la danse, travaillant étroitement avec Martin Bureau, David B. Ricard et Jocelyn Pelletier.
Depuis l’été 2015, il travaille en collaboration avec l’artiste interdisciplinaire Catherine Lalonde Massecar (Duo Massecar • d'Orion); ils combinent autant les approches en création sonore, les pratiques en contexte réel, que la dramaturgie clandestine.
Il a fait partie de plusieurs conseils d’administration dans le domaine de l'art : La Chambre Blanche, le collectif en arts médiatiques Perte de Signal, les productions Rhizome, le RCAAQ, CHYZ, Folie Culture, RAIQ, Dare Dare, etc. Il fait régulièrement partie de comités d'évaluation pour les organismes subventionneurs. Il est évaluateur dans le programme de musique du Conseil des arts de Montréal depuis janvier 2022.
Son travail a été présenté en concert au Canada, en Europe, en Australie, à Cuba, au Mexique, en Haïti, aux États-Unis d’Amérique et diffusé un peu partout. Sa discographie compte plus d'une quarantaine d'albums studio et en concert.

## Discographie
- 2023 : "Le rire de Goliath", trio avec Andrew Beaudoin et David B. Ricard sous le nom Goliath, Bandcamp.
- 2023 : "Vigiles", duo avec Martin Tétreault, Tour de bras.
- 2022 : "Griche", Artistes variés, compilation lp et numérique, Griche[9].
- 2021 : "Saison Gonzo, cd et numérique, No type.
- 2021 : "Printemps 2021", avec René Lussier, Robbie Kuster et Martin Tétreault, cd, Les disques Victo[10].
- 2021 : "Duos", duos avec Andrew Beaudoin et Elizabeth Millar, Mikroclimat [11].
- 2020 : "Infravivant", Bandcamp [12].
- 2019 : "Punt", duo avec Guillaume Cliche, Mikroclimat [13].
- 2017 : Avant, duo avec Martin Tétreault, Tour de bras.
- 2016 : 1948, duo avec Martin Tétreault, Kohlenstoff records[14],[15].
- 2015 : Spécilège, Bandcamp.
- 2014 : Durch Leiden, Freuden, Bandcamp[16].
- 2013 : Fmv/shr, avec Nicolas Bernier et Alexis Bellavance & invité, E-tron records[17].
- 2013 : Koursk, Bandcamp.
- 2012 : City Sonic 2009-010-011, artistes variés, Transonic.
- 2011 : Horizon, Erin Sexton & invités, Les encodages de l'oubli[18].
- 2010 : Le viandier de Taillevent, Napalm Jazz + eriKm, Arnaud Rivière, Eric Minkkinen, Galerie Pache et No type[19].
- 2010 : Poésie Tricéphale, artistes variés, TAP Éditions
- 2010 : Chroniques, artistes variés, Perte de signal
- 2009 : Luigi’s Avatar, artistes variés, OHM Éditions[20]
- 2009 : Iceberg, artistes variés, CCCLTD.ca
- 2008 : Radiations & Déréliction, excavation Sonore.
- 2008 : Il buono, Il brutto, Il cativo: études, avec Nicolas Bernier et Alexis Bellavance.
- 2008 : Espaces sonores, artistes variés, éditions Intervention.
- 2007 : Cassettes, Napalm Jazz, No type
- 2007 : The Sirens of Titans, No Type
- 2007 : Covers, avec John Oswald, Jocelyn Robert, Chris Cutler, Magali Babin, Martin Bélanger, Sabica Senez, Mathieu Doyon, Frederic Lebrasseur et Chantal Dumas, OHM Édition.
- 2006 : L’orchestre de Granulation, avec Louis Dufort, Philémon Girouard, Julie Rousse, Cal Crawford, Aimé Dontigny et David Turgeon.
- 2006 : The Sonny Blount Project, No Type.
- 2006 : Live à Résonance, avec David Turgeon, Aimé Dontigny et Christophe Havard, No Type
- 2005 : Été : résultat, avec Ghislain Poirier, Chat Blanc Record.
- 2005 : Jammage, avec Aimé Dontigny, Max Haiven, Jon Vaughn, James Schidlowsky, No Type
- 2004 : Estrapade, morceaux_de_machines avec Martin Tétreault, Diane Labrosse et Otomo Yoshihide, No Type
- 2003 : Live (mai 2003, avec Aimé Dontigny, Martin Tétreault et Philémon Girouard, No Type
- 2003 : Orchestre Instantané d’Avatar, avec Chantale Dumas, Fabrice Montal, Marc Tremblay, Philippe Venne et Christof Migone, OHM Éditions (hors série).
- 2003 : 11 heures, artistes variés, OHM Éditions.
- 2003 : Sang 9, artistes variés, Ambiance Magnétique.
- 2003 : My Malady, artistes variés, Mental Monkey.
- 2003 : Algoryth(m), morceaux_de_machines avec Dominic Gagnon, No Type.
- 2002 : Liberum arbitrium, morceaux_de_machines, No Type.
- 2002 : Live (juillet 2002), Napalm Jazz avec Martin Tétreault et Alexandre St-Onge, No Type.
- 2002 : Live (avril 2002), Napalm Jazz avec Sam Shalabi, No Type.
- 2002 : The Freest of radicals, artistes variés, No Type.
- 2002 : Innere Unruhen, morceaux_de_machines, Subverseco.
- 2001 : Cosmothérapie, morceaux_de_machines, No Type.
- 2001 : Live (décembre 2001), Napalm Jazz avec Martin Tétreault, No Type.
- 2001 : Allume le calumet, avec Guillaume Théroux-Rancourt et James Schidlowsky, No Type.
- 2000 : Acariens, avec artiste invité Aimé Dontigny, No Type.
- 1999 : Free transgénique, Napalm jazz, No Type.